# Schefflera agasthiyamalayana
Schefflera agasthiyamalayana là một loài thực vật có hoa trong Họ Cuồng cuồng. Loài này được Manickam, Murugan, Sundaresan & Jothi mô tả khoa học đầu tiên năm 2007.